# Gidō Shūshin
Gidō Shūshin (jap. 義堂 周信, auch Kūge dōjin (空華道人); * 1. März 1325 in Nagaoka oder Takaoka, Provinz Tosa (heute: Präfektur Kōchi); † 10. Mai 1388) war ein japanischer Schriftsteller und buddhistischer Mönch.

## Leben
Gidō entstammte der einflussreichen Taira-Familie. Siebzehnjährig trat er in den Tempel Rinsen-ji in Kyōto ein, wo er Schüler des Zen-Meisters Musō Soseki war. Eine nach seiner Ausbildung geplante Reise nach China konnte er wegen gesundheitlicher Probleme nicht antreten. Er setzte seine Ausbildung bei Ryūzan Kokken im Tempel Kennin-ji fort. In den folgenden Jahren lebte er in den in Kamakura gelegenen Tempeln Enpuku-ji, Zenpuku-ji und Hōn-ji. Der Shōgun Ashikaga Yoshimitsu rief ihn zurück nach Kyōto, wo er als Abt der Tempel Kennin-ji und Nanzen-ji wirkte.
In der Sammlung Jōkan jūwa ruiju sōon renpōshū (重刊貞和類聚祖苑聯芳集) kompilierte Gidō tausende Gedichte zenbuddhistischer Mönche aus der Song- und Yuan-Dynastie. Er verfasste auch selbst Gedichte und gilt als bedeutender Vertreter der Fünf-Tempel-Literatur (五山文学, Gosan-Bungaku). In der Schrift Kūge nichiyō kufū ryakushū (空華日用工夫略集) stellten Schüler Gidōs eine Biographie ihres Meisters aus dessen Tagebuchaufzeichnungen, ergänzenden Materialien und Predigten zusammen.

## Quelle
- Yixuan, Ruth Fuller Sasaki, Thomas Yūhō Kirchner: The record of Linji. University of Hawaii Press, 2009, ISBN 978-0-8248-2821-9, S. 112 und 397